# Этолийский поход
Этолийский поход — неудачное афинское наступление на западе Греции во время Архидамовой войны. 
В 426 г. до н. э. Демосфен был отправлен из Афин в Коринфский залив во главе флота из 30 кораблей. Прибыв на северо-запад, он быстро собрал коалиционные силы из союзников Афин в регионе и осадил город Левкаду. Однако ещё до исхода осады его убедили отказаться от неё в пользу нападения на племенной регион Этолии. Оставив Левкаду, он отправился в Этолию, потеряв по пути несколько основных контингентов из своей армии, лидеры которых, очевидно, были недовольны его изменением стратегии.
Сначала вторжение встретило небольшое сопротивление, и несколько городов были легко взяты, но вскоре собрались эффективные этолийские силы, набравшие соплеменников со всего региона. Тем временем Демосфен, отчуждая своих союзников- акарнанцев и не сумев встретиться, как было запланировано, с подкреплениями из Локриса, имел недостаточное количество пельтастов (метателей копий), дальность и подвижность которых могли оказаться решающими в труднопроходимой местности Этолии. После захвата города Эгития армия Демосфена подверглась сильной атаке с высоты и была вынуждена отступить, что вскоре стало разгромом. Огромное количество его людей погибло, и от любой идеи захвата Этолии пришлось отказаться. Между тем, битва воодушевила союзников Спарты в регионе, а существенный ущерб интересам Афин удалось избежать только благодаря тактически блестящей защите Навпакта и Акарнании (которая полностью восстановила военную репутацию Демосфена).

## Предыстория
Летом 426 г. до н. э. Афины, положив конец непосредственной угрозе своей безопасности, подавив восстание в Митилини в прошлом году, заняли более агрессивную позицию, чем в предыдущие кампании. Основной флот из 60 кораблей под командованием Никия был направлен сначала на Мелос, а затем в Беотию (что привело к битве при Танагре). Тем временем Демосфен и Прокл, с флотом из 30 кораблей, были направлены вокруг Пелопоннеса и действовали на северо-западе и в Коринфском заливе. По прибытии в северо-западный театр, эта относительно небольшая афинская сила была существенно увеличена за счет подкреплений из мессенских гоплитов из Наупактуса, 15 коркирейских кораблей, большого числа акарнанских солдат и меньших контингентов из ряда других союзников Афин в регионе С этой грозной силой Демосфен напал и уничтожил гарнизон войск Левкады, а затем напал и блокировал сам город Левкаду. Левкада была важной пелопоннесской базой в регионе, и акарнанцы с энтузиазмом выступали за осаду и захват города. Демосфен, однако, предпочел последовать совету мессенцев, которые хотели напасть и подчинить племенной регион Этолии, который, как они утверждали, угрожает Навпакту.
Фукидид отмечает, что Демосфен принял это решение частично для того, чтобы угодить своим мессенским союзникам, но также заявляет, что он также хотел, если возможно, пройти через Этолию, увеличить свою армию на марше, добавив к ней людей Фокиды и напасть на Беотию со слабо защищенного западного пути. Кроме того, поскольку Никий одновременно участвовал в операциях в восточной Беотии, Демосфен, возможно, рассмотрел возможность заставить беотийцев сражаться на двух фронтах. Соответственно, он оставил Левкаду и отправился в Этолию. Однако, прежде чем он прибыл туда, его войска заметно уменьшились в результате ухода нескольких основных контингентов; акарнанцы, недовольные тем, что их предпочтительная стратегия захвата Левкады была отвергнута, вернулись на родину, и керкирские корабли также уплыли (по-видимому, из-за нежелания участвовать в операции, которая не принесла их городу явных преимуществ).

## Поход
Если Демосфен и был напуган этими существенными нарушениями в его коалиции, он не раскрыл это своими непосредственными действиями. Создав базу в городе Энеон в Локриде, он начал продвигаться в Этолии, после того, как было запланировано соединение с силами локров там. Его армия успешно продвинулась в течение трех дней, достигнув города Тейхий на третий день. Здесь Демосфен остановился, а добыча, захваченная до этого момента, была доставлена обратно на его базу. Некоторые современные ученые также предположили, что силы локров, с которыми Демосфен планировал встретиться, должны были присоединиться к нему в Тейхии или до Тейхия, и что его задержка отчасти была вызвана его беспокойством по поводу их отсутствия. Локры практиковали свою тактику ведения войны, похожую на тактику своих этолийских соседей, и могли обеспечить Демосфена умелыми метателями копья; в их отсутствие силы, возглавляемые афинянами, испытывали критический недостаток легковооружённых бойцов, где их противники были сильнее всех.
Тем не менее, его уверенность подкреплялась мессенцами, которые уверяли его, что элемент неожиданности будет гарантией успеха, пока он продолжает наносить удары, прежде чем у этолийцев появится шанс объединить свои силы против него, и Демосфен продолжил идти вглубь страны. Однако совет мессенцев уже перестал быть актуальным. Этолийцы узнали о планах Демосфена еще до его вторжения, и к этому времени они собрали значительные силы со всего региона. Демосфен двинулся в город Эгитий, который легко взял, но дальше идти не стал. Жители Эгития отступили к холмам вокруг города, где они присоединились к основной армии Этолии, и вскоре силы Демосфена подверглись нападению с окружающей возвышенности.
Двигаясь с относительной легкостью по пересеченной местности, метатели копий смогли бросить оружие и легко отступить до того, как сильно обремененные афинские гоплиты смогли добраться до них; без локров Демосфен мог полагаться только на контингент лучников, чтобы удерживать этолийских стрелков в страхе. Даже когда лучники защищали их, афинянам приходилось нелегко; когда капитан лучников был убит, его люди рассеялись, и остальная часть армии вскоре последовала за ними. Кровопролитие продолжилось. Товарищ Демосфена, Прокл, был убит, как и мессенский проводник. Войска бегущих солдат без вождей мчались в глубокие лощины или терялись на поле битвы, в то время как быстро движущиеся этолийцы подстреливали их; самый большой сбежавший контингент погиб в лесу, который затем подожгли вокруг них. 120 из 300 афинян, которые шли с Демосфеном, были убиты. Потери среди союзников неизвестны, но предположительно имели схожие цифры. Такие потери были особенно непомерными, если сравнивать их с потерями в традиционной битве гоплитов, в которой число жертв более 10 % было весьма необычным.

## Последствия
После возвращения в Навпакт побежденные афинские войска отплыли домой, оставив вновь опасную стратегическую ситуацию и командира с сильно подмоченной репутацией. Этолийцы воспряли духом после своей победы и начали готовиться к наступлению на Навпакт, а Демосфен был настолько обеспокоен своим потенциальным приемом в Афинах (где, как было известно, собрание разбиралось с неудачливыми полководцами), что решил не возвращаться домой со своим флотом. Однако в предстоящие месяцы стратегическая ситуация стабилизируется, и репутация Демосфена восстановится благодаря его впечатляющей победе при Олпае.